# Almucantarat

L'esfera celeste amb el zenit i l'almucantarat marcats en vermell, l'horitzó en verd, i el camí d'una estrella o el sol en blau

L'almucantarat, de l'àrab clàssic almuqanṭarāt (astrolabi) designa cadascun dels cercles paral·lels a l'horitzó que se suposen descrits a l'esfera celeste per determinar l'altura o la depressió dels astres. Dues estrelles que es troben en el mateix almucantarat tenen la mateixa altura.

## Almucantarat del Sol
El pla de l'almucantarat que conté el Sol s'utilitza en enginyeria ambiental per a mesurar com els aerosols atmosfèrics dispersen la llum. Per dur a terme les mesures s'utilitza o bé un espectroradiòmetre o bé un fotòmetre i es prenen a banda i banda del sol i en diversos angles.
Hi ha diversos models per obtenir propietats dels aerosols de l'almucantarat del Sol. Els més rellevants han estat desenvolupats per Oleg Dubovik (usats a la xarxa AERONET de la NASA) i per Teruyuki Nakajima (anomenat SKYRAD.PACK).